# Alvar Eriksson
Alvar Eriksson-Evedius (ur. 25 listopada 1902, zm. 19 grudnia 1987) – szwedzki zapaśnik walczący w stylu wolnym. Srebrny medalista mistrzostw Europy w 1929 roku. 
Mistrz kraju w 1929 i 1931 roku.